# Association Sportive de Saint-Étienne 1976-1977
Questa voce raccoglie le informazioni riguardanti l'Association Sportive de Saint-Étienne nelle competizioni ufficiali della stagione 1976-1977.

## Maglie e sponsor
Lo sponsor tecnico per la stagione 1976-1977 è Le Coq Sportif per il campionato e Adidas per la Coppa di Francia. Gli sponsor ufficiali sono Manufrance nelle gare di campionato e RTL in coppa nazionale.
| Manica sinistra · Manica sinistra · Maglietta · Maglietta · Manica destra · Manica destra · Pantaloncini · Calzettoni | Manica sinistra · Manica sinistra · Maglietta · Maglietta · Manica destra · Manica destra · Pantaloncini · Calzettoni |

## Organigramma societario
Area direttiva
- Presidente: Roger Rocher
- Amministratore delegato: Charles Paret

Area tecnica
- Direttore sportivo: Pierre Garronaire
- Allenatore: Robert Herbin

## Rosa
| N. |                       | Ruolo | Calciatore                    |
| -- | --------------------- | ----- | ----------------------------- |
|    | Jugoslavia (bandiera) | P     | Ivan Ćurković                 |
|    | Jugoslavia (bandiera) | P     | Esad Dugalić                  |
|    | Francia (bandiera)    | D     | Gérard Farison                |
|    | Francia (bandiera)    | D     | Gérard Janvion                |
|    | Francia (bandiera)    | D     | Christian Lopez               |
|    | Francia (bandiera)    | D     | Alain Merchadier              |
|    | Argentina (bandiera)  | D     | Oswaldo Piazza                |
|    | Francia (bandiera)    | D     | Pierre Repellini              |
|    | Francia (bandiera)    | C     | Félix Lacuesta                |
|    | Francia (bandiera)    | C     | Jean-François Larios          |
|    | Francia (bandiera)    | C     | Jean-Michel Larqué (capitano) |

| N. |                    | Ruolo | Calciatore           |
| -- | ------------------ | ----- | -------------------- |
|    | Francia (bandiera) | C     | Jacques Santini      |
|    | Francia (bandiera) | C     | Christian Synaeghel  |
|    | Francia (bandiera) | C     | Dominique Vésir      |
|    | Francia (bandiera) | A     | Dominique Bathenay   |
|    | Francia (bandiera) | A     | Hugues Boury         |
|    | Francia (bandiera) | A     | Hervé Revelli        |
|    | Francia (bandiera) | A     | Patrick Revelli      |
|    | Francia (bandiera) | A     | Dominique Rocheteau  |
|    | Francia (bandiera) | A     | Christian Sarramagna |
|    | Francia (bandiera) | A     | Jean-Marc Schaer     |

## Risultati

### Coppa di Francia
| Arbitro: | Konrath |

|                                    |           |                |
| Bathenay 83’ (rig.) Merchadier 87’ | Marcatori | 63’ Santamaría |

### Coppa dei Campioni
| Sofia 15 settembre 1976, ore 17:00 (UTC+2) Sedicesimi di finale - Andata | CSKA Sofia | 0 – 0 referto | Saint-Étienne | Stadio nazionale Vasil Levski (70 000 spett.)\| Arbitro: \| Dörflinger \| |
| Arbitro:                                                                 | Dörflinger |               |               |                                                                           |

| Arbitro: | Garrido |

|            |           |  |
| Piazza 31’ | Marcatori |  |

| Arbitro: | Eschweiler |

|            |           |  |
| Piazza 61’ | Marcatori |  |

| Eindhoven 3 novembre 1976, ore 19:00 (UTC+1) Ottavi di finale - Ritorno | PSV    | 0 – 0 referto | Saint-Étienne | Philips Stadion (21 000 spett.)\| Arbitro: \| Wöhrer \| |
| Arbitro:                                                                | Wöhrer |               |               |                                                         |

| Arbitro: | Palotai |

|              |           |  |
| Bathenay 79’ | Marcatori |  |

| Arbitro: | Corver |

|                                      |           |              |
| Keegan 2’ Kennedy 58’ Fairclough 83’ | Marcatori | 51’ Bathenay |

## Statistiche

### Andamento in campionato
| Giornata  | 1 | 2  | 3  | 4  | 5  | 6 | 7 | 8 | 9  | 10 | 11 | 12 | 13 | 14 | 15 | 16 | 17 | 18 | 19 | 20 | 21 | 22 | 23 | 24 | 25 | 26 | 27 | 28 | 29 | 30 | 31 | 32 | 33 | 34 | 35 | 36 | 37 | 38 |
| --------- | - | -- | -- | -- | -- | - | - | - | -- | -- | -- | -- | -- | -- | -- | -- | -- | -- | -- | -- | -- | -- | -- | -- | -- | -- | -- | -- | -- | -- | -- | -- | -- | -- | -- | -- | -- | -- |
| Luogo     | T | C  | T  | T  | T  | C | T | C | T  | C  | T  | C  | T  | C  | T  | C  | T  | C  | T  | T  | C  | C  | C  | T  | C  | T  | C  | T  | C  | T  | C  | T  | C  | T  | C  | T  | C  | T  |
| Risultato | N | N  | P  | N  | N  | V | P | V | P  | N  | P  | V  | N  | V  | P  | V  | P  | V  | P  | N  | V  | V  | V  | P  | V  | V  | V  | V  | N  | N  | N  | P  | V  | N  | V  | P  | V  | V  |
| Posizione | 9 | 10 | 12 | 13 | 11 | 9 | 9 | 7 | 10 | 12 | 15 | 12 | 13 | 8  | 11 | 11 | 10 | 8  | 11 | 11 | 11 | 10 | 8  | 8  | 8  | 7  | 7  | 6  | 6  | 6  | 6  | 7  | 7  | 7  | 5  | 6  | 5  | 5  |

Fonte:  France » Ligue 1 1976/1977 » Schedule, su worldfootball.net.
Legenda:

Luogo: C = Casa; T = Trasferta. Risultato: V = Vittoria; N = Pareggio; P = Sconfitta.